# Skraplott

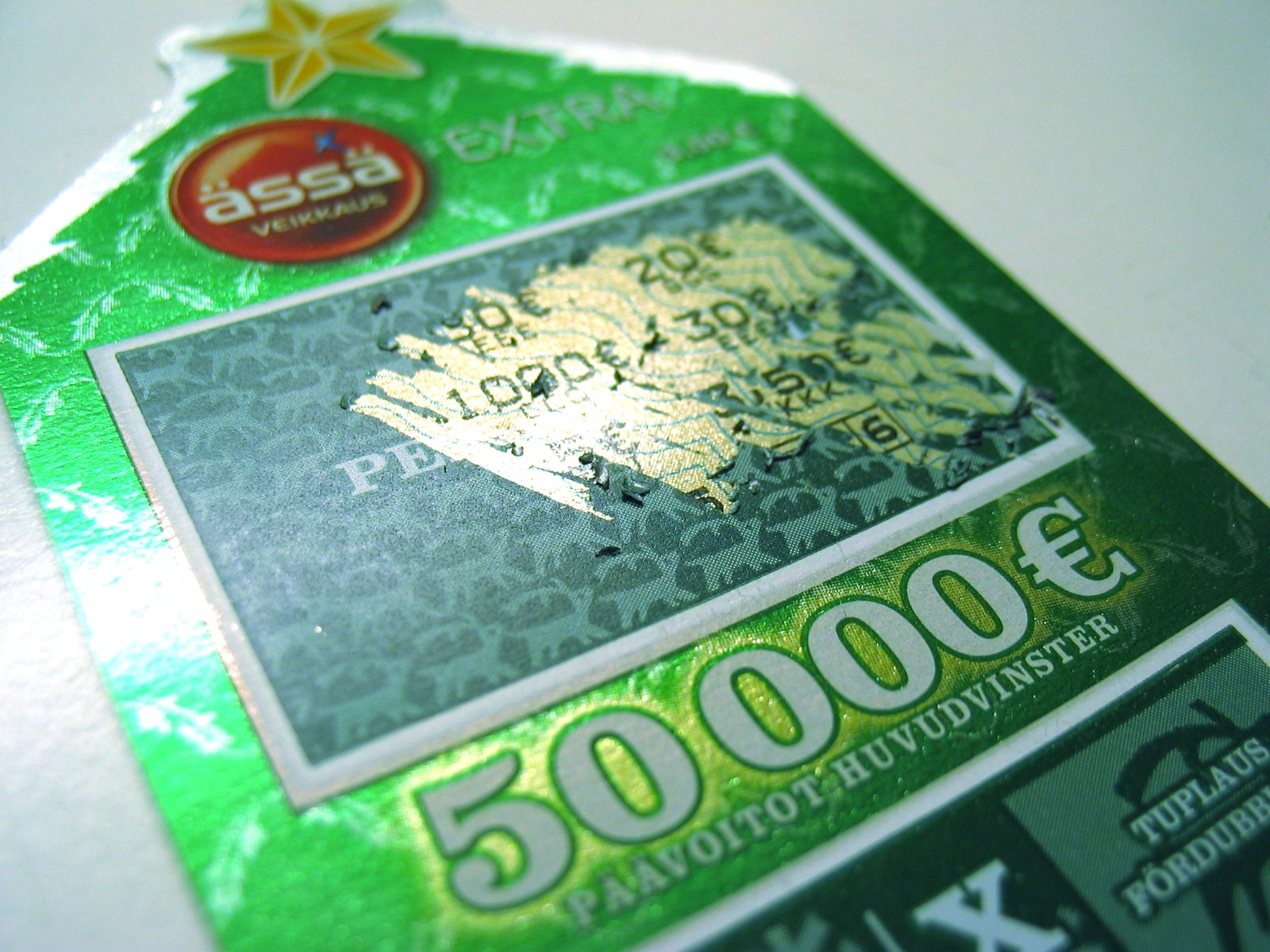
En finsk skraplott.

En skraplott är en typ av lottsedel som är täckt med ett ogenomskinligt skikt. Skiktet skrapas bort med nageln eller ett redskap. Skraplotter täcks av ett ämne (vanligast är latex) som inte kan ses igenom, men lätt kan skrapas bort.
I vissa fall måste hela lottens område skrapas för att se om ett pris har vunnits, eller att avslöja den hemliga koden. Detta är vanligast på skraplotter som ingår i ett lotteri. I andra fall måste utvalda områden skrapas och detta kan till exempel tillämpas i en frågesport där det område som motsvarar det rätta svaret ska skrapas. I dessa fall blir kortet ogiltigt om alltför många områden skrapas. En vinstlott är en lott som innehåller ett pris. En nitlott är en lott som inte innehåller något pris.

## Skraplottens ursprung
Den ursprungliga skraplotten framställdes med hjälp av manuella tekniker för slumpval. 1974 började det amerikanska företaget Scientific Games Corporation under ledning av forskaren John Koza och Daniel Bower producera den första datorgenererade skraplotten.
Enkla skraplotter kräver att spelaren matchar tre (eller varierande antal) av samma vinstsummor. Om detta sker vinner spelaren detta belopp. Mer komplicerade skraplotter har ett flertal olika sätt att vinna på ett kort. Andra skraplotter involvera matchande symboler, bilder eller ord eller är anpassningar av populära kortspel som Blackjack, Poker eller Monopol. Spel är också bundna till populära teman som Harley Davidson, Major League Baseball, NASCAR, National Hockey League, Marvel Comics och FIFA World Cup.
För närvarande finns två stora tillverkare av skraplotter: Scientific Games Corporation, med produktionsanläggningar i USA, Chile, Storbritannien, Tyskland, Kanada, Brasilien och Australien, och Pollard Banknote med produktionsanläggningar i USA och Kanada. Det finns även flera andra mindre tillverkare i Nordamerika, Europa och Asien.

## Popularitet
Skraplotter är en mycket populär spelform på grund av deras låga kostnad och möjligheten att vinna direkt på skrapet i motsats till att vänta på en rättning som många andra lotterier. Det finns en trend mot dyrare skraplotter (20-30USD) som har vinstsummor som uppgår i miljontals dollar. Däremot säljs i USA många sådana "direkt vinst" skraplotter särskilt i Massachusetts och New York som inte betalar ut vinsten omedelbart utan snarare under många år, utan alternativ att ta ut allt i kontanter.
Det finns även online-versioner av samma spel som använder Flash och Java för att simulera upplevelsen på en dator.
Många online bingo sajter har även skraplotter som extra "sidospel".

## Galleri

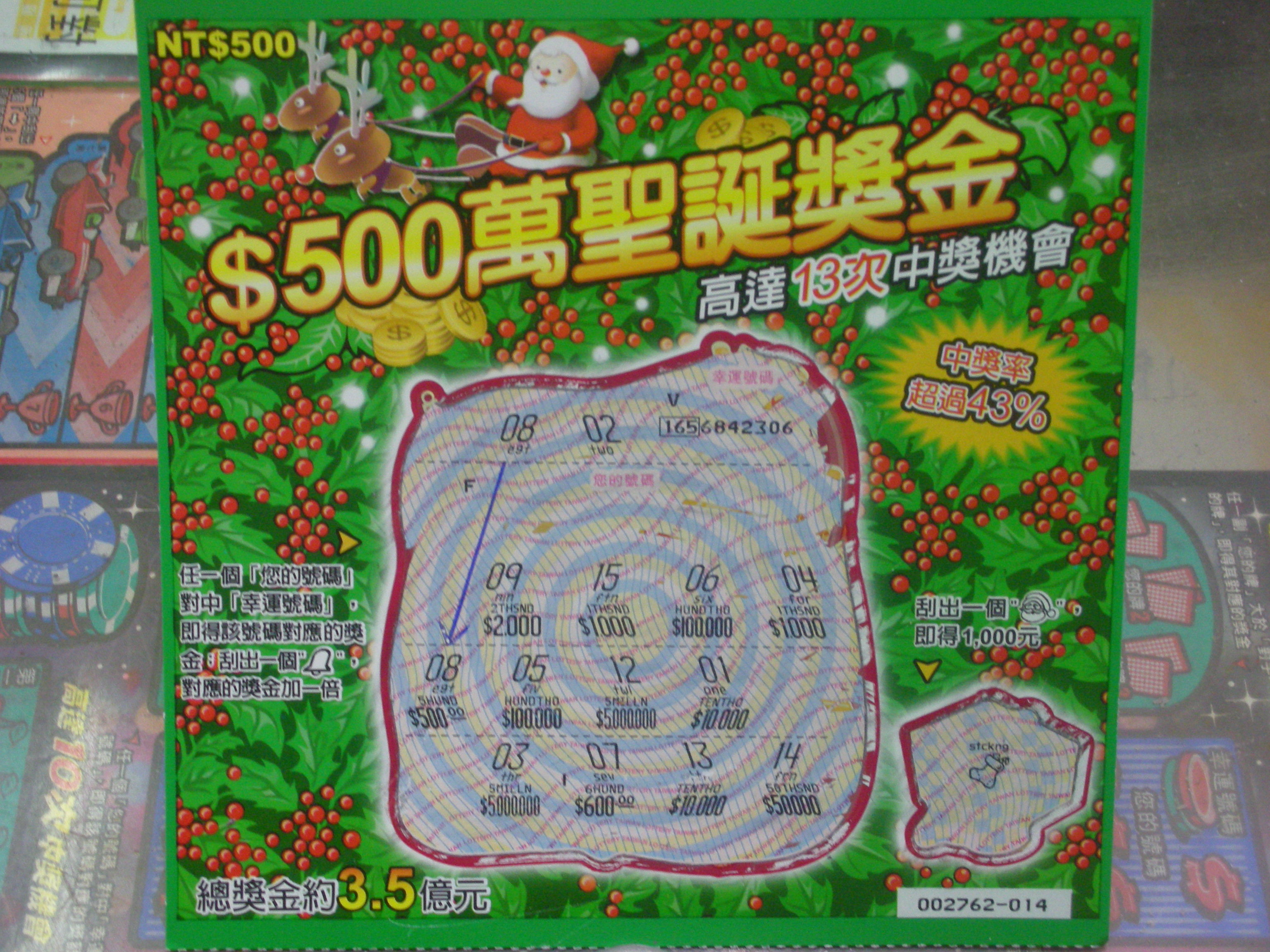
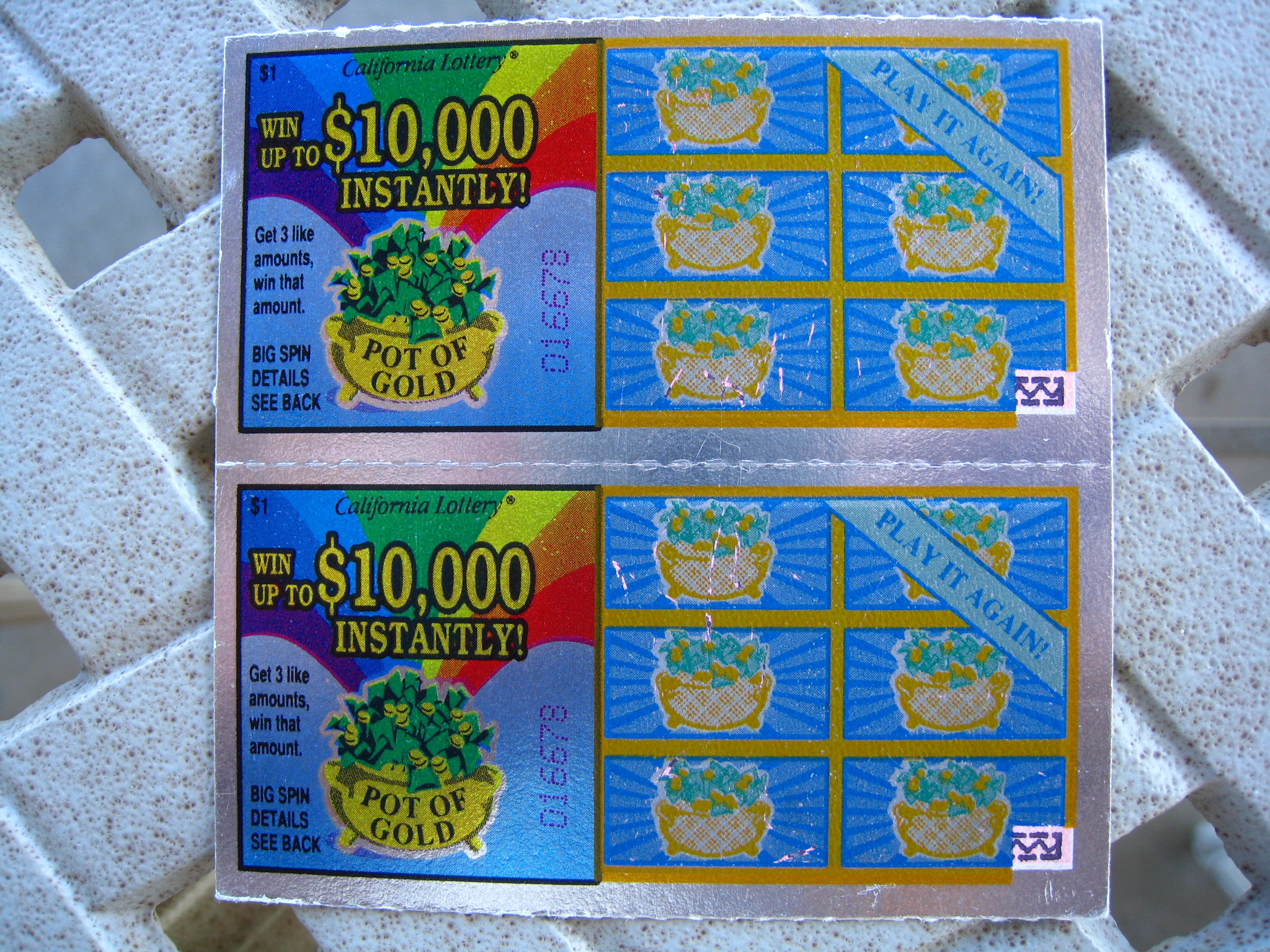

## Svenska varianter
- Trisslott
- Skrap-Bingo
- Skrappyramid
- Skrap-Labyrint
- Sverigelotten
- Miljonlotten